# Kanovaren

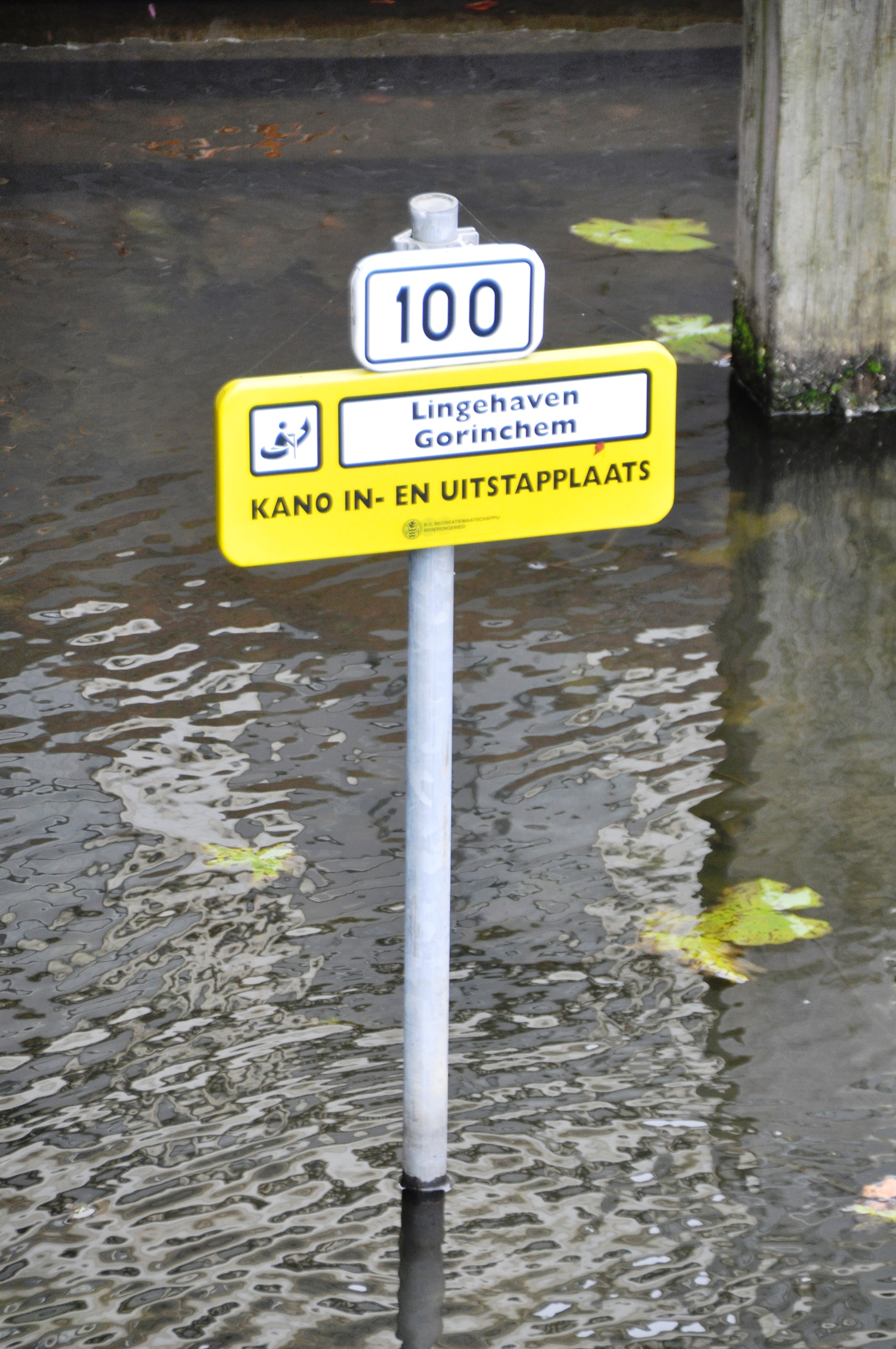
Kano in- en uitstapplaats Lingehaven

Kanovaren of kanoën is het zich voortbewegen in een kano door middel van een peddel, waarbij de vaarder met het gezicht in de vaarrichting zit. Een kano wordt gevaren met een enkelbladige peddel, ook wel steekpeddel genoemd, of met een dubbelbladige peddel. Een kajak is een soort kano die in principe voortbewogen wordt met een dubbelbladige peddel.
Behalve als wedstrijdsport wordt kanoën veel als recreatie beoefend.

## Geschiedenis kanosport
De Schotse advocaat John MacGregor (1825–1892) geldt als de eerste kanotoerist. In het midden van de 19de eeuw bouwde hij een houten boot - de Rob Roy - naar het model van de kajak. Daarmee omzwierf hij o.a. Europa. MacGregor stelde zijn avonturen te boek en stichtte in 1866 de Britse Royal Canoe Club. Vanuit die club vond het kano- en kajakvaren verspreiding als sport en recreatie. 
In 1867 organiseerde MacGregor in opdracht van Napoleon III wedstrijden op de Seine ter gelegenheid van de wereldtentoonstelling in Parijs. De export van de nieuwe sport naar Centraal-Europa verliep via de Scandinavische landen.
De internationale kanobond ICF ontstond in 1924. Op de Olympische Spelen werden voor het eerst kano- en kajakwedstrijden gehouden in 1936 (Berlijn). Twee jaar later kwamen er wereldkampioenschappen. In 1972 (München) voegde het Internationaal Olympisch Comité een Slalom toe aan de traditionele snelheidswedstrijden op vlakwater. De 'afdalers' of wildwater-afvaart hielden het intussen bij wereldkampioenschappen.

## Soorten kanosporten

### Wedstrijddisciplines
- Vlakwatersprint (een olympische sport)
- Vlakwatermarathon
- Wildwaterkanoslalom (een olympische sport)
- Wildwaterafvaart
- Wildwaterfreestyle
- Vlakwaterfreestyle en Canadian Style (siervaren op vlakwater met open kano's)
- Kanopolo

### Recreatieve disciplines
- Wildwatervaren
- Brandingvaren
- Toervaren: van puur recreatieve tochtjes tot zware tochten door wildernisgebieden of over groot water
  - Zeekajakken